# Roger Trézel
Roger Trézel (ur.  1918, zm.  1986) – francuski brydżysta, pisarz, World Grand Master (WBF).
Roger Trézel jest jedną z 10 osób, które zdobyły potrójną koronę brydżową w kategorii otwartej:
- w roku 1956 zwyciężył (z drużyną Francji) w Bermuda Bowl;
- w roku 1960 zwyciężył (z drużyną Francji) na Olimpiadzie brydżowej;
- w roku 1962 zwyciężył  (razem z Pierre’em Jaïsem) w mistrzostwach świata par.

## Wyniki brydżowe

### Olimpiady
Na olimpiadach uzyskał następujące rezultaty:
| Olimpiady brydżowe. Zawody teamów | Olimpiady brydżowe. Zawody teamów | Olimpiady brydżowe. Zawody teamów | Olimpiady brydżowe. Zawody teamów | Olimpiady brydżowe. Zawody teamów | Olimpiady brydżowe. Zawody teamów |
| Rok                               | Miejsce                           | Zawody                            | Kategoria                         | Drużyna                           | Pozycja                           |
| --------------------------------- | --------------------------------- | --------------------------------- | --------------------------------- | --------------------------------- | --------------------------------- |
| 1960                              | Turyn                             | 1. Olimpiada Teamów               | Open                              | France                            | 1                                 |

### Zawody światowe
W światowych zawodach zdobył następujące lokaty:
| Mistrzostwa Świata. Konkurencja teamów | Mistrzostwa Świata. Konkurencja teamów | Mistrzostwa Świata. Konkurencja teamów | Mistrzostwa Świata. Konkurencja teamów | Mistrzostwa Świata. Konkurencja teamów | Mistrzostwa Świata. Konkurencja teamów |
| Rok                                    | Miejsce                                | Zawody                                 | Kategoria                              | Drużyna                                | Pozycja                                |
| -------------------------------------- | -------------------------------------- | -------------------------------------- | -------------------------------------- | -------------------------------------- | -------------------------------------- |
| 1971                                   | Tajpej                                 | 18. Mistrzostwa Świata Teamów          | Open                                   | France                                 | 2                                      |
| 1961                                   | Buenos Aires                           | 10. Mistrzostwa Świata Teamów          | Open                                   | France                                 | 3                                      |
| 1956                                   | Paryż                                  | 6. Mistrzostwa Świata Teamów           | Open                                   | France                                 | 1                                      |

| Mistrzostwa Świata. Konkurencja par | Mistrzostwa Świata. Konkurencja par | Mistrzostwa Świata. Konkurencja par | Mistrzostwa Świata. Konkurencja par | Mistrzostwa Świata. Konkurencja par | Mistrzostwa Świata. Konkurencja par |
| Rok                                 | Miejsce                             | Zawody                              | Kategoria                           | Partner                             | Pozycja                             |
| ----------------------------------- | ----------------------------------- | ----------------------------------- | ----------------------------------- | ----------------------------------- | ----------------------------------- |
| 1962                                | Cannes                              | 1. Mistrzostwa Świata               | Open                                | Pierre Jaïs                         | 1                                   |

### Zawody europejskie
W europejskich zawodach zdobył następujące lokaty:
| Zawody europejskie. Konkurencja teamów | Zawody europejskie. Konkurencja teamów | Zawody europejskie. Konkurencja teamów | Zawody europejskie. Konkurencja teamów | Zawody europejskie. Konkurencja teamów | Zawody europejskie. Konkurencja teamów |
| Rok                                    | Miejsce                                | Zawody                                 | Kategoria                              | Drużyna                                | Pozycja                                |
| -------------------------------------- | -------------------------------------- | -------------------------------------- | -------------------------------------- | -------------------------------------- | -------------------------------------- |
| 1970                                   | Estoril                                | 28. Mistrzostwa Europy Teamów          | Open                                   | France                                 | 1                                      |
| 1959                                   | Palermo                                | 20. Mistrzostwa Europy Teamów          | Open                                   | France                                 | 2                                      |
| 1956                                   | Sztokholm                              | 17. Mistrzostwa Europy Teamów          | Open                                   | France                                 | 2                                      |
| 1955                                   | Amsterdam                              | 16. Mistrzostwa Europy Teamów          | Open                                   | France                                 | 1                                      |
| 1954                                   | Montreux                               | 15. Mistrzostwa Europy Teamów          | Open                                   | France                                 | 2                                      |

## Klasyfikacja
- Roger Trezel – klasyfikacja WBF (ang.)
- Roger Trezel – klasyfikacja EBL (ang.)